# Strachujov
Strachujov (německy Strachojow) je obec v okrese Žďár nad Sázavou v Kraji Vysočina. Žije zde 125 obyvatel.

## Historie
První písemná zmínka o obci pochází z roku 1269 (Strahwiov).

## Obyvatelstvo
| Rok            | 1869 | 1880 | 1890 | 1900 | 1910 | 1921 | 1930 | 1950 | 1961 | 1970 | 1980 | 1991 | 2001 | 2011 | 2021 |
| -------------- | ---- | ---- | ---- | ---- | ---- | ---- | ---- | ---- | ---- | ---- | ---- | ---- | ---- | ---- | ---- |
| Počet obyvatel | 241  | 263  | 267  | 271  | 227  | 238  | 225  | 160  | 167  | 142  | 145  | 142  | 154  | 141  | 122  |
| Počet domů     | 30   | 33   | 35   | 35   | 36   | 37   | 39   | 41   | 36   | 34   | 40   | 35   | 39   | 39   | 40   |

## Obecní správa a politika
V letech 2006–2010 působil jako starosta Jiří Kalášek, od roku 2010 tuto funkci vykonává Ivan Podsedník.

### Obecní symboly
Znak a vlajka byly obci uděleny rozhodnutím předsedy Poslanecké sněmovny Parlamentu České republiky dne 17. června 2009.